# Sergej Pinjaev
Sergej Maksimovič Pinjaev (in russo Сергей Максимович Пиняев?; Saratov, 2 novembre 2004) è un calciatore russo, attaccante della Lokomotiv Mosca.

## Caratteristiche tecniche
Nel 2021, è stato inserito nella lista "Next Generation" dei sessanta migliori talenti nati nel 2004, redatta dal quotidiano inglese The Guardian.

## Carriera

### Club
Cresciuto nel settore giovanile del Čertanovo, ha segnato la prima rete tra i professionisti il 12 agosto 2020, nella partita vinta per 1-2 contro l'Irtyš Omsk, diventando così all'età di soli 15 anni, nove mesi e dieci giorni il marcatore più giovane della storia della PFN Ligi.
Il 23 luglio 2021 viene acquistato dal Kryl'ja Sovetov Samara, con cui firma un triennale; il 30 luglio seguente debutta in Prem'er-Liga, nella partita persa per 0-1 contro lo Spartak Mosca, diventando il quarto esordiente più giovane della storia della massima serie russa.
Il 28 dicembre 2022 viene acquistato dalla Lokomotiv Mosca.

### Nazionale
Ha giocato nelle nazionali giovanili russe Under-15, Under-16, Under-17 ed Under-19.
Il 7 novembre 2022 viene convocato per la prima volta in nazionale maggiore, con cui esordisce 10 giorni dopo nell'amichevole pareggiata 0-0 contro il Tagikistan; contestualmente diviene il più giovane esordiente nella storia della Russia all'età di 18 anni e 15 giorni, battendo (per 5 giorni) il precedente record d'Igor' Akinfeev.
Il 26 marzo 2023 realizza la sua prima rete per la selezione russa in occasione dell'amichevole vinta 2-0 contro l'Iraq, diventando così il più giovane marcatore nella storia della sua nazionale all'età di 18 anni, 6 mesi e 23 giorni, battendo il precedente primato di Dmitrij Syčëv.

## Statistiche

### Presenze e reti nei club
Statistiche aggiornate al 21 agosto 2021.
| Stagione        | Squadra                | Campionato      | Campionato | Campionato | Coppe nazionali | Coppe nazionali | Coppe nazionali | Coppe continentali | Coppe continentali | Coppe continentali | Altre coppe | Altre coppe | Altre coppe | Totale | Totale | Totale |
| Stagione        | Squadra                | Comp            | Pres       | Reti       | Comp            | Pres            | Reti            | Comp               | Pres               | Reti               | Comp        | Pres        | Reti        | Pres   | Reti   |        |
| --------------- | ---------------------- | --------------- | ---------- | ---------- | --------------- | --------------- | --------------- | ------------------ | ------------------ | ------------------ | ----------- | ----------- | ----------- | ------ | ------ | ------ |
| 2020-2021       | Čertanovo              | PFN Ligi        | 30         | 2          | CR              | 1               | 0               | -                  | -                  | -                  | -           | -           | -           | 31     | 2      |        |
| 2021-2022       | Kryl'ja Sovetov Samara | PL              | 4          | 0          | CR              | 0               | 0               | -                  | -                  | -                  | -           | -           | -           | 4      | 0      |        |
| Totale carriera | Totale carriera        | Totale carriera | 34         | 2          |                 | 1               | 0               |                    | -                  | -                  |             | -           | -           | 35     | 2      |        |